# Сёмочкин, Сергей Владимирович
Сергей Владимирович Сёмочкин (род. 13 апреля 1986, Свердловский, Московская область) — российский пара-велогонщик, выступает в классах T 1-2 для спортсменов с поражением опорно-двигательного аппарата, на трицикле. Двукратный чемпион мира (2017), двукратный обладатель Кубка мира (2016, 2017), многократный чемпион России. Мастер спорта России (2016).

## Биография

### Ранние годы
Родители Сергея родом из Чувашии, переехали в Московскую область. С рождения у него был диагностирован церебральный паралич, но, несмотря на это, он с детства увлекался активными видами спорта, много бегал и играл футбол. Для того, чтобы ребёнок смог продолжать вести активный образ жизни и для реабилитации, родители привели его в щёлковский Центр адаптивной физической культуры, спорта и туризма «Спартанец». Здесь он четыре года занимался лёгкой атлетикой под руководством тренера Светланы Жиздриковой.
Осенью 2010 года во время тренировки на велотреке «Крылатское» Сергея заметила и. о. старшего тренера по велоспорту среди лиц с поражением опорно-двигательного аппарата Екатерина Мухортова, ставшая после этого его личным тренером. Также Мухортова помогла спортсмену в выборе и приобретении трицикла (трёхколёсного велосипеда). Тренер Сёмочкина по велоспорту в «Спартанце» — Валерий Сергеев.

### Начало профессиональной карьеры
На официальных соревнованиях по паралимпийским велогонкам выступает в классе T1 (для спортсменов с поражением опорно-двигательного аппарата), ранее — T2 (спортсмены с тем же диагнозом, но выраженным слабее, отчего им легче удерживать равновесие). Сергей тренируется по шесть дней в неделю, делая одну-две тренировки по два-три часа, по утрам делает зарядку.
На чемпионате России 2011 года, проходившем в Ижевске с 18 по 19 мая, Сёмочкин одержал победы в индивидуальной и групповой гонках. 10 июня он дебютировал в Кубке мира на этапе в испанской Сеговии, где по окончании гонок было принято решение переквалифицировать его результаты из зачёта класса T1 в зачёт класса T2 (два шестых места в индивидуальной и групповой гонках). На дебютном для себя чемпионате мира 2011 года в датском Роскилле Сергей показал двенадцатый результат в каждой из двух дисциплин. Двенадцатым он стал и в итоговой классификации Кубка мира 2012 года, а в Паралимпийских играх 2012 года в Лондоне не участвовал.
Чемпион России 2013 года в классе T2 в индивидуальной и групповой гонках (единственный участник). Помимо этого выступил на этапе Кубка мира 2013 года в Сеговии, показав 10 результат в групповой гонке.

### Успехи на мировом уровне
На чемпионате России 2014 года Сёмочкин выиграл обе дистанции класса T2. В Кубке мира 2014 года Сёмочкин выступал в классе T2 и показывал результаты во втором десятке. На чемпионате мира 2014 года в американском Гринвилле, начиная с которого он стал выступать в классе T1, Сёмочкин завоевал две бронзовые медали в групповой и индивидуальных гонках. На чемпионате мира 2015 года в швейцарском Ноттвиле повторил свой результат групповой гонке, а в индивидуальной стал вторым. Также Сёмочкин стал обладателем Кубка мира 2015 года в своём классе: подойдя к последнему этапу в южноафриканском Питермарицбурге в статусе лидера общего зачёта в своём классе, он завершил сезон победами в обеих гонках. На чемпионате России 2015 года Сергей первенствовал в обеих дисциплинах своего класса.
Сёмочкин был включён в состав сборной России на Паралимпийские игры 2016 года в Рио-де-Жанейро, готовился к ним в итальянском Ливиньо в составе команды «ЦПСНВС», но Международный паралимпийский комитет отстранил его страну от участия в Играх из-за допингового скандала. Сергей отправлял в МПК письмо с просьбой об индивидуальном допуске к участию в Играх, был в числе 34 спортсменов, подавших совместный иск в CAS на их недопуск на Паралимпиаду, но в итоге никто из россиян допущен не был. На альтернативных Всероссийских паралимпийских играх, прошедших в сентябре 2016 года в Московском регионе, соревнования по велоспорту не проводились, но Сёмочкин присутствовал на церемонии открытия и участвовал в мастер-классах, а отстранение пережил «с улыбкой на лице». В Кубке мира 2016 года Сергей финишировал на шестой позиции, при этом он принял участие лишь в третьем, заключительном этапе, показав в обеих гонках второй результат. Индивидуальная гонка на чемпионате России 2016 года осталась за ним.
В мае 2017 года Сёмочкин в очередной раз выиграл все свои дистанции на чемпионате России. В июле во второй раз стал обладателем Кубка мира. На чемпионате мира 2017 года в Питермарицбурге Сёмочкин выиграл обе дисциплины своего класса, при этом в групповой гонке он обогнал всех соперников на круг. На торжественной церемонии закрытия велосезона в китайском Гуйлине Международный союз велосипедистов наградил его радужной майкой чемпиона. Также 2017 год принёс Сергею премию Паралимпийского комитета России «Возвращение в жизнь» в номинации «Преодоление» и премию «Серебряная лань» (включение в десятку спортсменов года по версии Федерации спортивных журналистов России).
На чемпионате мира 2018 года в итальянском Маниаго в обеих дисциплинах стал четвёртым, на чемпионате мира 2019 года в нидерландском Эммене — пятым. Также упали результаты в Кубке мира — дважды подряд Сергей оставался восьмым в мире (2018, 2019). По мнению Мухортовой, более низкие места Сёмочкина в международных соревнованиях обусловлены тем, что конкуренция в классе T1 возросла из-за перевода в него нескольких сильных спортсменов. На чемпионатах России 2018 и 2019 годов Сёмочкин по-прежнему становился абсолютным чемпионом.
На Паралимпийских играх 2020 года в Токио стал седьмым в групповой гонке, а в индивидуальной гонке с раздельным стартом показал последний, девятый результат.

## Вне спорта
Сергей любит путешествовать и смотреть кинофильмы. Окончил Великолукскую государственную академию физической культуры и спорта.